# Jacques Brel/Diskografie
Diese Diskografie ist eine Übersicht über die musikalischen Werke, Charterfolge und Verkäufe des belgischen Chansonniers Jacques Brel. Für eine Auflistung der einzelnen Chansons und der chronologischen Veröffentlichungen siehe die Liste der Chansons und Veröffentlichungen von Jacques Brel. Für eine Auflistung der zahlreichen Coverversionen der Chansons von Jacques Brel durch andere Interpreten siehe die Liste von Interpreten der Chansons von Jacques Brel.

## Alben

### Studioalben
| Jahr | Titel                    | Höchstplatzierung, Gesamtwochen, AuszeichnungChartplatzierungen (Jahr, Titel, Platzierungen, Wochen, Auszeichnungen, Anmerkungen) | Höchstplatzierung, Gesamtwochen, AuszeichnungChartplatzierungen (Jahr, Titel, Platzierungen, Wochen, Auszeichnungen, Anmerkungen) | Höchstplatzierung, Gesamtwochen, AuszeichnungChartplatzierungen (Jahr, Titel, Platzierungen, Wochen, Auszeichnungen, Anmerkungen) | Anmerkungen                    |
| Jahr | Titel                    | FR | BEW | CH | Anmerkungen                    |
| ---- | ------------------------ | --- | --- | --- | ------------------------------ |
| 1957 | Quand on n’a que l’amour | FR— GoldFR | BEW21 (16 Wo.)BEW | — | Charteinstieg in BEW erst 1997 |

grau schraffiert: keine Chartdaten aus diesem Jahr verfügbar
Weitere Studioalben
- 1954: Grand Jacques
- 1958: Au printemps
- 1959: La valse à mille temps
- 1961: Marieke
- 1962: Les bourgeois
- 1966: Les bonbons
- 1966: Ces gens-là
- 1967: Jacques Brel 67
- 1968: J’arrive
- 1968: L’homme de la Mancha (französische Fassung des Musicals Der Mann von La Mancha)
- 1972: Ne me quitte pas (modernisierte Neuaufnahmen älterer Chansons)
- 1977: Les Marquises (Originaltitel: BREL)

### Livealben
- 1962: Olympia 1961
- 1964: Olympia 1964

### Kompilationen
| Jahr | Titel                                                    | Höchstplatzierung, Gesamtwochen, AuszeichnungChartplatzierungen (Jahr, Titel, Platzierungen, Wochen, Auszeichnungen, Anmerkungen) | Höchstplatzierung, Gesamtwochen, AuszeichnungChartplatzierungen (Jahr, Titel, Platzierungen, Wochen, Auszeichnungen, Anmerkungen) | Höchstplatzierung, Gesamtwochen, AuszeichnungChartplatzierungen (Jahr, Titel, Platzierungen, Wochen, Auszeichnungen, Anmerkungen) | Anmerkungen                                                    |
| Jahr | Titel                                                    | FR | BEW | CH | Anmerkungen                                                    |
| ---- | -------------------------------------------------------- | --- | --- | --- | -------------------------------------------------------------- |
| 1988 | Quinze ans d’amour – Best Of                             | FR130 (13 Wo.)FR | BEW34 ×3Dreifachplatin · (14 Wo.)BEW                                                                                              | CH— GoldCH | Charteinstied in FR erst 2011; in BEW erst 1995                |
| 1988 | De 24 grootste successen                                 | — | BEW28 Gold · (5 Wo.)BEW | — | Charteinstieg in BEW erst 2003                                 |
| 1996 | Jaurès                                                   | FR40 (3 Wo.)FR | — | — |                                                                |
| 2002 | Quinze ans d’amour (les adieux de Brel à l’Olympia 1966) | FR104 (5 Wo.)FR | — | — |                                                                |
| 2003 | Infiniment                                               | FR— ×2DoppelgoldFR | BEW1 Platin · (107 Wo.)BEW | CH16 (9 Wo.)CH |                                                                |
| 2003 | L’intégrale                                              | FR23 (14 Wo.)FR | BEW3 (16 Wo.)BEW | — |                                                                |
| 2006 | Les 100 plus belles chansons                             | — | BEW4 Platin · (49 Wo.)BEW | CH96 (1 Wo.)CH | Charteinstieg in CH erst 2008                                  |
| 2010 | Trois poètes                                             | FR197 (2 Wo.)FR | BEW40 (25 Wo.)BEW | — | Charteinstieg in FR erst 2011 mit Georges Brassens & Léo Ferré |
| 2010 | L’intégrale des albums originaux                         | — | BEW85 (6 Wo.)BEW | — |                                                                |
| 2013 | Le coffret                                               | — | BEW187 (1 Wo.)BEW | — |                                                                |
| 2013 | Suivre l’étoile / Intégrale                              | FR190 (2 Wo.)FR | BEW63 (11 Wo.)BEW | — |                                                                |
| 2013 | Les 50 plus belles chansons                              | FR53 (13 Wo.)FR | BEW9 (79 Wo.)BEW | — |                                                                |
| 2013 | The Very Best Of – Le coffret                            | — | BEW98 (12 Wo.)BEW | — |                                                                |
| 2016 | Trois hommes sur la photo                                | FR42 (11 Wo.)FR | BEW38 (27 Wo.)BEW | — | mit Georges Brassens & Léo Ferré                               |
| 2018 | Intégrale – Enregistrements originaux 1953-1977          | — | BEW90 (1 Wo.)BEW | — |                                                                |
| 2020 | En concert                                               | — | BEW9 (15 Wo.)BEW | — |                                                                |
| 2023 | Les voisins magnifiques                                  | FR128 (1 Wo.)FR | BEW151 (1 Wo.)BEW | — | mit Georges Brassens 5-fach-CD                                 |

grau schraffiert: keine Chartdaten aus diesem Jahr verfügbar

## Singles
| Jahr | Titel Album                   | Höchstplatzierung, Gesamtwochen, AuszeichnungChartsChartplatzierungen (Jahr, Titel, Album, Platzierungen, Wochen, Auszeichnungen, Anmerkungen) | Anmerkungen                   |
| Jahr | Titel Album                   | FR | Anmerkungen                   |
| ---- | ----------------------------- | --- | ----------------------------- |
| 1965 | Ces gens-là                   | FR110 (2 Wo.)FR | Charteinstieg in FR erst 2015 |
| 1968 | La quête L’Homme de la mancha | FR193 (1 Wo.)FR | Charteinstieg in FR erst 2013 |
| 1988 | Ne me quitte pas –            | FR39 (4 Wo.)FR |                               |

grau schraffiert: keine Chartdaten aus diesem Jahr verfügbar

## Statistik

### Chartauswertung
|                     | FR    | BEW      | CH    |
| ------------------- | ----- | -------- | ----- |
| Nummer-eins-Alben   | FR—FR | BEW1BEW  | CH—CH |
| Top-10-Alben        | FR—FR | BEW5BEW  | CH—CH |
| Alben in den Charts | FR9FR | BEW16BEW | CH2CH |

|                       | FR    |
| --------------------- | ----- |
| Nummer-eins-Singles   | FR—FR |
| Top-10-Singles        | FR—FR |
| Singles in den Charts | FR3FR |

### Auszeichnungen für Musikverkäufe
| Goldene Schallplatte - Frankreich - 1976: für das Album Jacques Brel – Vol. 1 (Impact) - 1976: für das Album Le Disque d’or - 1979: für das Album La Valse à mille temps - 1981: für das Album Ne me quitte pas (Impact) - 1982: für das Album Amsterdam - 1982: für das Album Coffret 7 Disques - 1982: für das Album Jef - 1982: für das Album Le plat pays - 1982: für das Album Les Bonbons - 1982: für das Album Mon enfance - 1996: für das Album Knokke - 2019: für das Videoalbum Les Adieux à L’Olympia Amaray Version - Schweiz - 1998: für das Album Master série Vol. 1 2× Goldene Schallplatte - Frankreich - 1998: für das Album Master série – Vol. 2 | Platin-Schallplatte - Frankreich - 1980: für das Album Ne me quitte pas - 1981: für das Album Album 77 - 1995: für das Album Master série – Vol. 1 - 2005: für das Videoalbum Les Adieux à L’Olympia 1966 - Niederlande - 1994: für das Album De 24 grootste successen 3× Platin-Schallplatte - Frankreich - 2003: für das Videoalbum Comme quand on était beau Diamantene Schallplatte - Frankreich - 1991: für das Album 15 ans d’amour – Les Adieux à L’Olmpia 66 |

Anmerkung: Auszeichnungen in Ländern aus den Charttabellen bzw. Chartboxen sind in ebendiesen zu finden.
| Land/RegionAuszeichnungen für Musikverkäufe (Land/Region, Auszeichnungen, Verkäufe, Quellen) | Gold       | Platin       | Diamant  | Verkäufe  | Quellen                     |
| -------------------------------------------------------------------------------------------- | ---------- | ------------ | -------- | --------- | --------------------------- |
| Belgien (BRMA)                                                                               | Gold1      | 5× Platin5   | —        | 255.000   | ultratop.be                 |
| Frankreich (SNEP)                                                                            | 17× Gold17 | 7× Platin7   | Diamant1 | 3.787.500 | infodisc.fr snepmusique.com |
| Niederlande (NVPI)                                                                           | —          | Platin1      | —        | 100.000   | nvpi.nl                     |
| Schweiz (IFPI)                                                                               | 2× Gold2   | —            | —        | 50.000    | hitparade.ch                |
| Insgesamt                                                                                    | 20× Gold20 | 13× Platin13 | Diamant1 |           |                             |